# ペガスス座R星
ペガスス座R星（ペガスス座Rせい）は、ペガスス座の赤色巨星で脈動変光星。

## 概要
学名はR Pegasi（略称はR Peg）。378.1日の周期で6.9等と13.8等の間を変光するミラ型変光星である。変光に伴いスペクトル型もM6eからM9eまで変化する。